# ヒノキ
ヒノキ（檜木・檜・桧、学名：Chamaecyparis obtusa）は、ヒノキ科ヒノキ属の針葉樹。山地に生え、人工林として多く植栽されているほか庭木にもされる。

## 名前
和名ヒノキの語源は、古代において木をこすって火を起こすのに用いられたので「火の木」という意味だという説と、尊く最高のものを表す「日」をとって「日の木」を由来とする説がある。ルックバイスが運営するインターネットサイト「語源由来辞典」は、上代特殊仮名遣において、「ヒノキ」の「ヒ」は甲音である一方、「火」の「ひ」は乙音であることから、「火の木」説は妥当ではなく、「日の木」、あるいは神宮の用材に用いられることから「霊の木」のいずれかが語源と考えられるとしている。
ホンヒ、ヒバとの俗称もみられるが、ヒノキの中でも園芸用に使われる変種や品種がヒバの名で通っている。カマクラヒバ、チャボヒバ、オウゴンヒバ（オウゴンチャボ）、クジャクヒバ、スイリュウヒバ（イトヒバ）などがあり、それぞれの特徴によって使い分けられている。ただし、植物学的に「ヒバ」はヒノキ科アスナロ属に属するアスナロ（アテ、アスヒ、アスダロ、アテビ）またはその変種のヒノキアスナロを指すので、正確にはヒノキとヒバは全く別の植物である。また、庭園用にしばしば用いられているもので知られるヒオイヒバは、ヒノキ科ネズコ属の別の植物である。
漢字としては檜、桧、檜木、扁柏などが当てられる。「柏」は、中国ではヒノキ類の針葉樹全体を意味している。
日本原産で、英名は Japanese cypress（ジャパニーズ・サイプレス）の名で知られる。
ヒノキの花言葉は、「不滅」「不死」とされる。

## 分布
日本の固有種であり、本州の福島県以南、四国、九州の屋久島まで分布する 。スギと分布域は重なるが、北限は福島県でスギよりはやや南の地域となる。多雪を嫌うため日本海側にはあまり見られず、スギに比べて分布地は著しく太平洋側に偏る。
乾燥した場所を好み、天然のものは尾根筋の岩場などに見られ、特に木曽の天然林は有名で、木曽五木の筆頭である。典型的な陰樹の特性を持ち、幼樹は日当たりを嫌う。植えられたものを含めると、奥山、公園、人家の周りでも見られる。
古代より日本人の身近にあり、藤原宮の造営に多くの檜材が用いられたことが万葉集に詠まれている。林業分野では高級建築材として、高度経済成長期の木材需要の増大に応えるため広い地域で人工的に植林されている。人工林のうち約25％がヒノキ林である。

## 形態
常緑針葉樹の高木。樹高は15 - 30メートル (m) 。大きいものでは高さ50メートル、直径2.5メートルになるものもある。直幹性で樹皮は赤褐色で、帯状に縦に裂け剥がれる。
葉は鱗片状（鱗状葉）で濃緑色で光沢があり、ひとつの葉は長さ2 - 3ミリメートル、枝に密着して交互に対生（十字対生）し、枝全体としては扁平で、細かい枝も平面上に出る。同科のサワラの葉と似るが、葉先がサワラよりも丸みを帯びていて、葉裏の白い気孔帯がY字状になっているのがヒノキである。冬芽は小さく、枝の先につく。蕾になるまで目立たないが、冬芽が膨らむと雌花では橙色を帯び、雄花では褐色を帯びる。
花期は4月。雌雄同株。雄花は長さ2 - 3ミリメートルで枝先に1つずつ、全体に数多くついて茶褐色をしている。風媒花で、春に花粉を飛散させる。雌花は直径3 - 5ミリメートルの球形で枝先につき、熟すると膨らんで果実になり鱗片に隙間ができる。
果期は10 - 11月。果実は球果で、大きさは直径8 - 12ミリメートルで緑色から赤褐色に熟す。種子を飛ばして冬になっても、赤褐色の果実が枝葉について残っており、その形はサッカーボールを思わせる形状である。

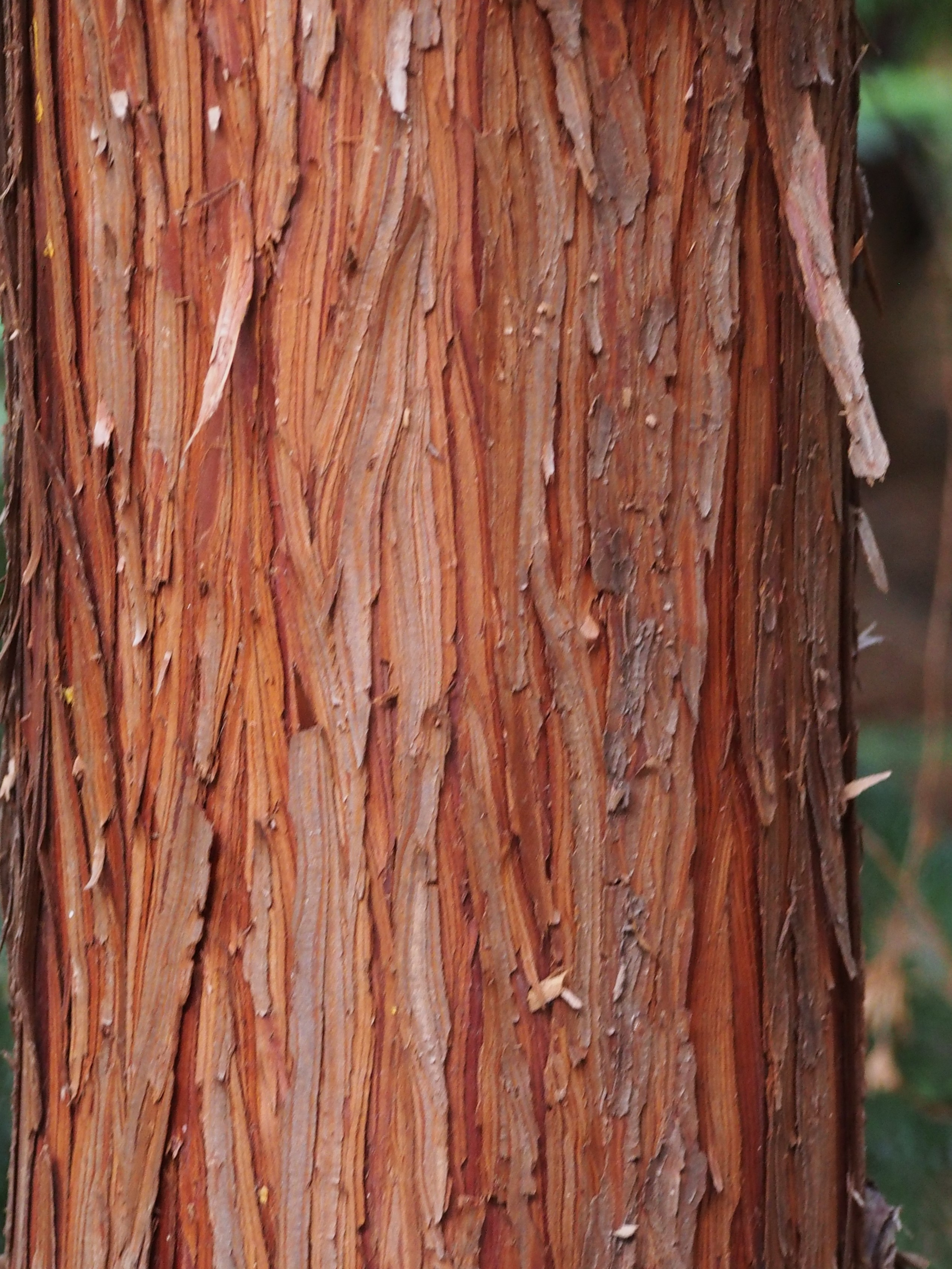
樹皮は赤褐色で薄く裂ける
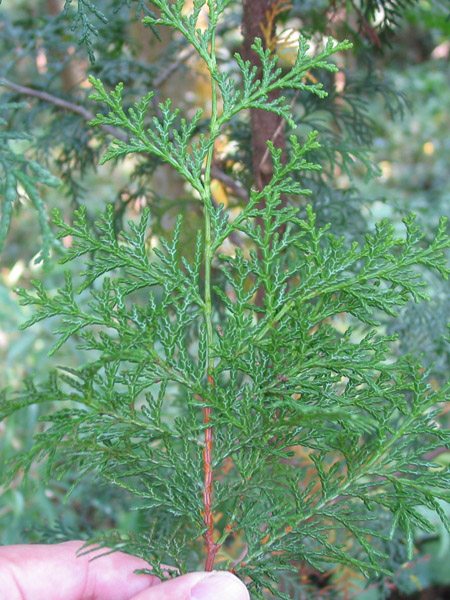
鱗状のヒノキの葉。裏面の気孔帯はY字型
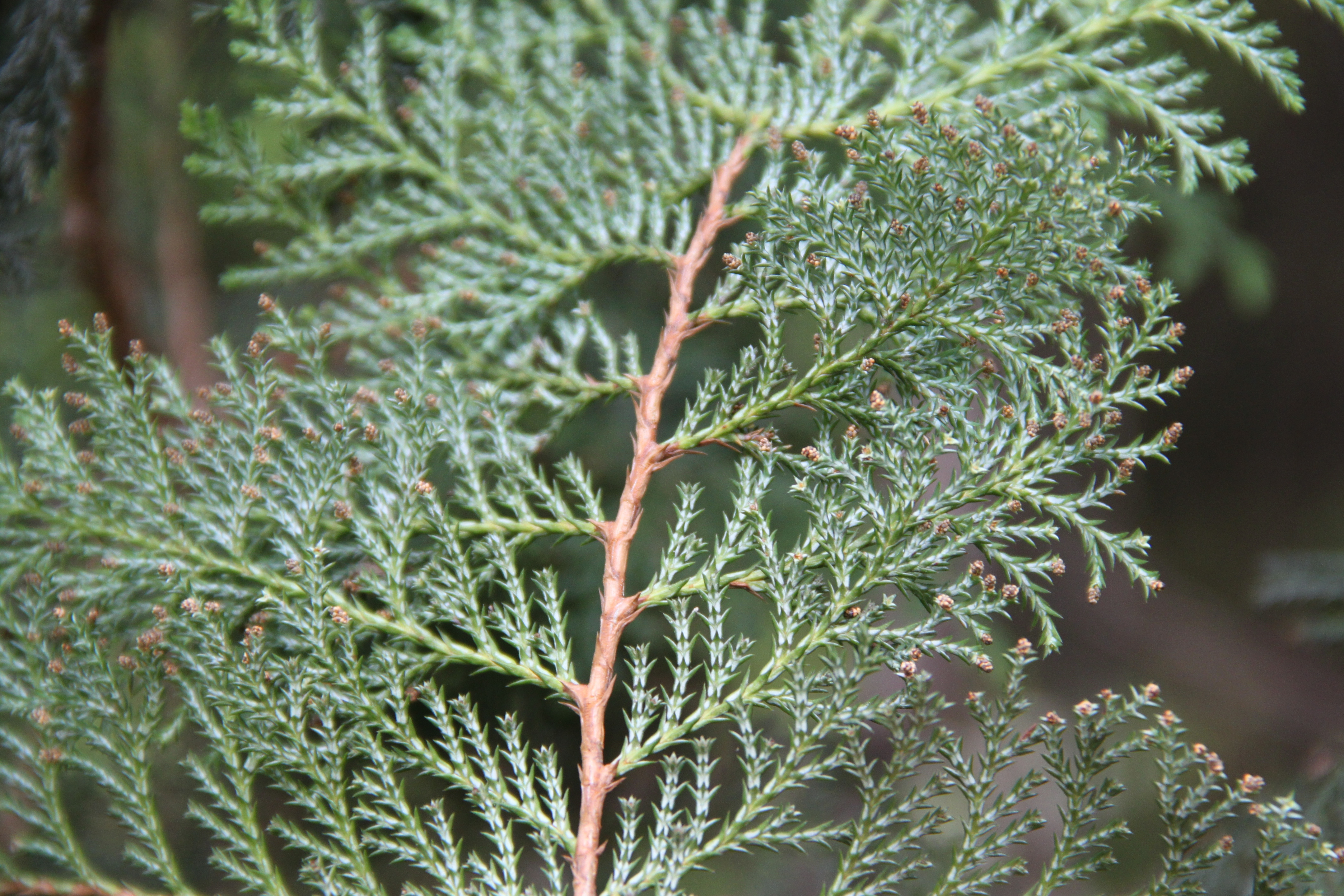
参考：サワラ（C.pisifera ）の葉の裏面
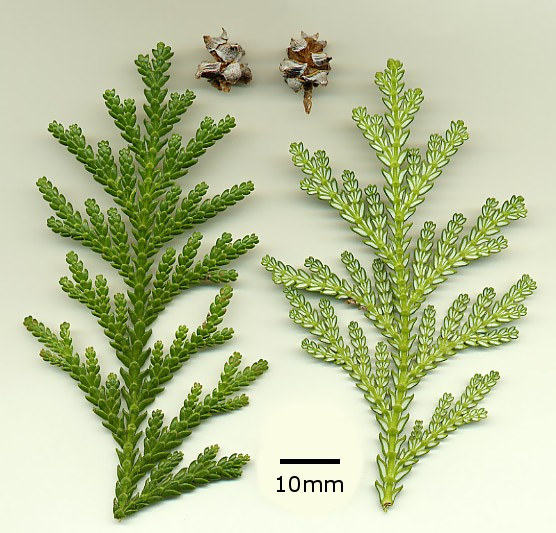
参考：ヒノキアスナロ（Thujopsis dolabrata、ヒバ）の葉
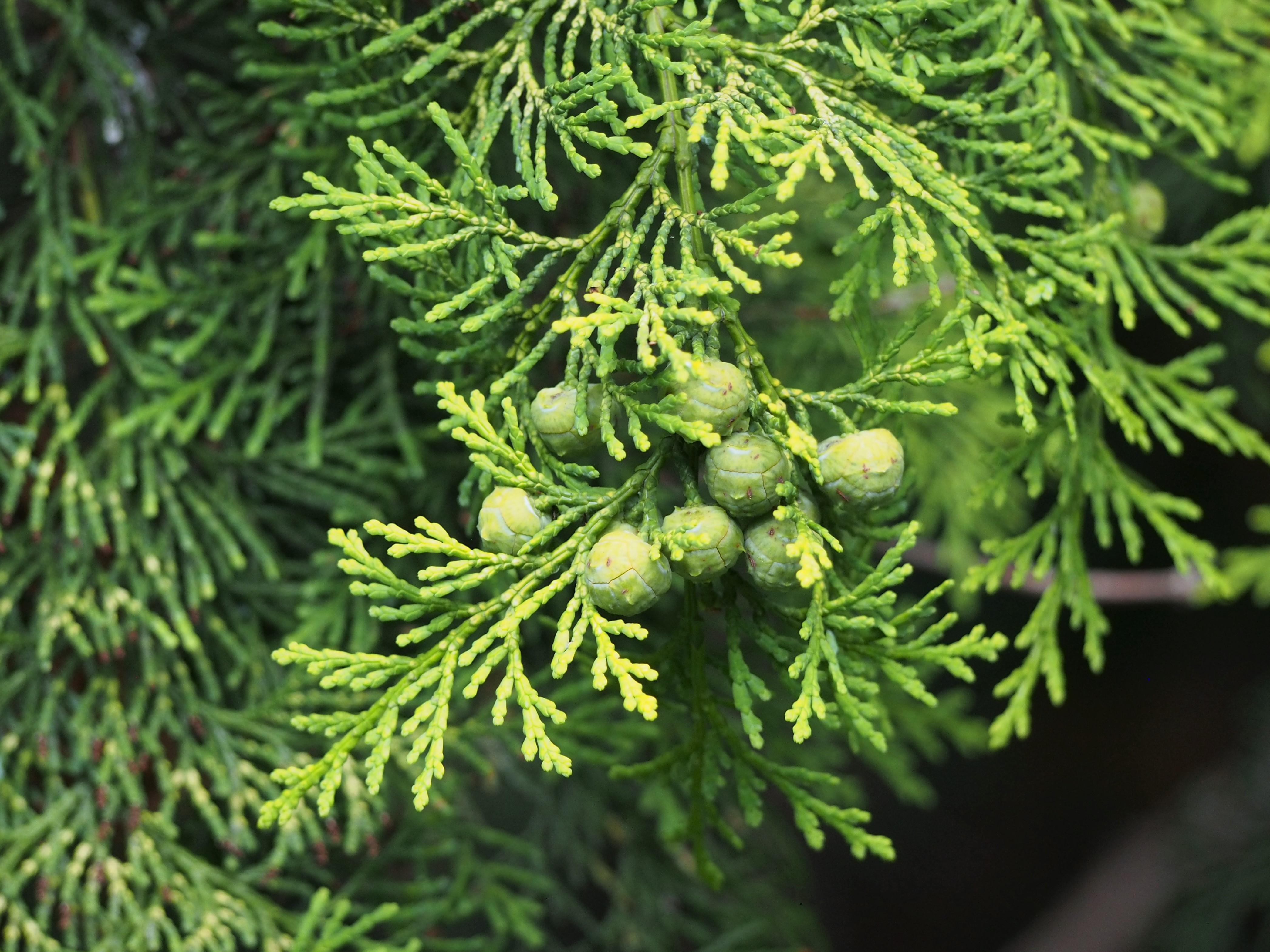
若い球果
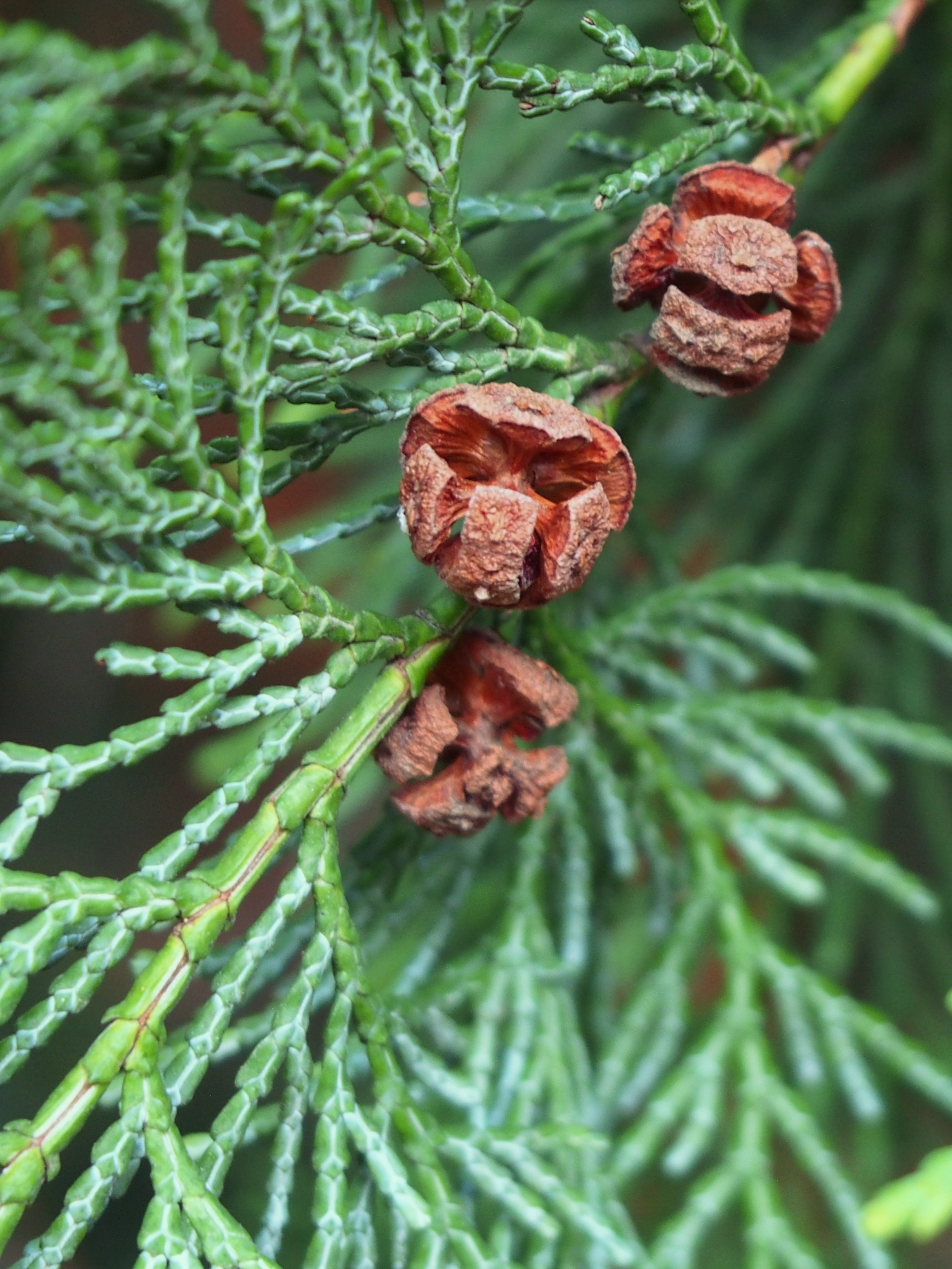
裂開した球果

## 生態
ヒノキと並ぶ針葉樹であるスギは雪に強くブナと並び日本海側にも広く分布するのに対し、ヒノキの分布は太平洋側に偏る。ヒノキは多雪に弱く、雪の移動によって損傷しやすいという。ただし、ヒノキはスギに比べて酸性が強く乾燥したような劣悪な土壌には強いといわれ、経験的にも造林する際には雪が少なく乾燥しがちな尾根筋や斜面上部に植えられることが多い。アカマツ（Pinus densiflora、マツ科）もヒノキと同じく多雪に弱く、尾根筋に多い樹種である。アカマツとヒノキを比較した場合ヒノキの方がより塩基性の土壌を好むという。
ヒノキは浅根性といわれることが多い樹種である。野外観察でもヒノキ実生は急斜面には定着できず、急斜面にしばしば出現する深根性のモミ実生とは住み分けているという。ヒノキの根は菌類と共生し菌根（mycorrhiza）を形成している。ヒノキが形成する菌根は草本植物や熱帯の樹木に多いといわれるアーバスキュラー菌根（arbuscular mycorrhiza, AM)と呼ばれるもので、温帯域で繁栄しているマツ科針葉樹やブナ科広葉樹が形成する外生菌根（ectomycorrhiza）とは異なるものである。

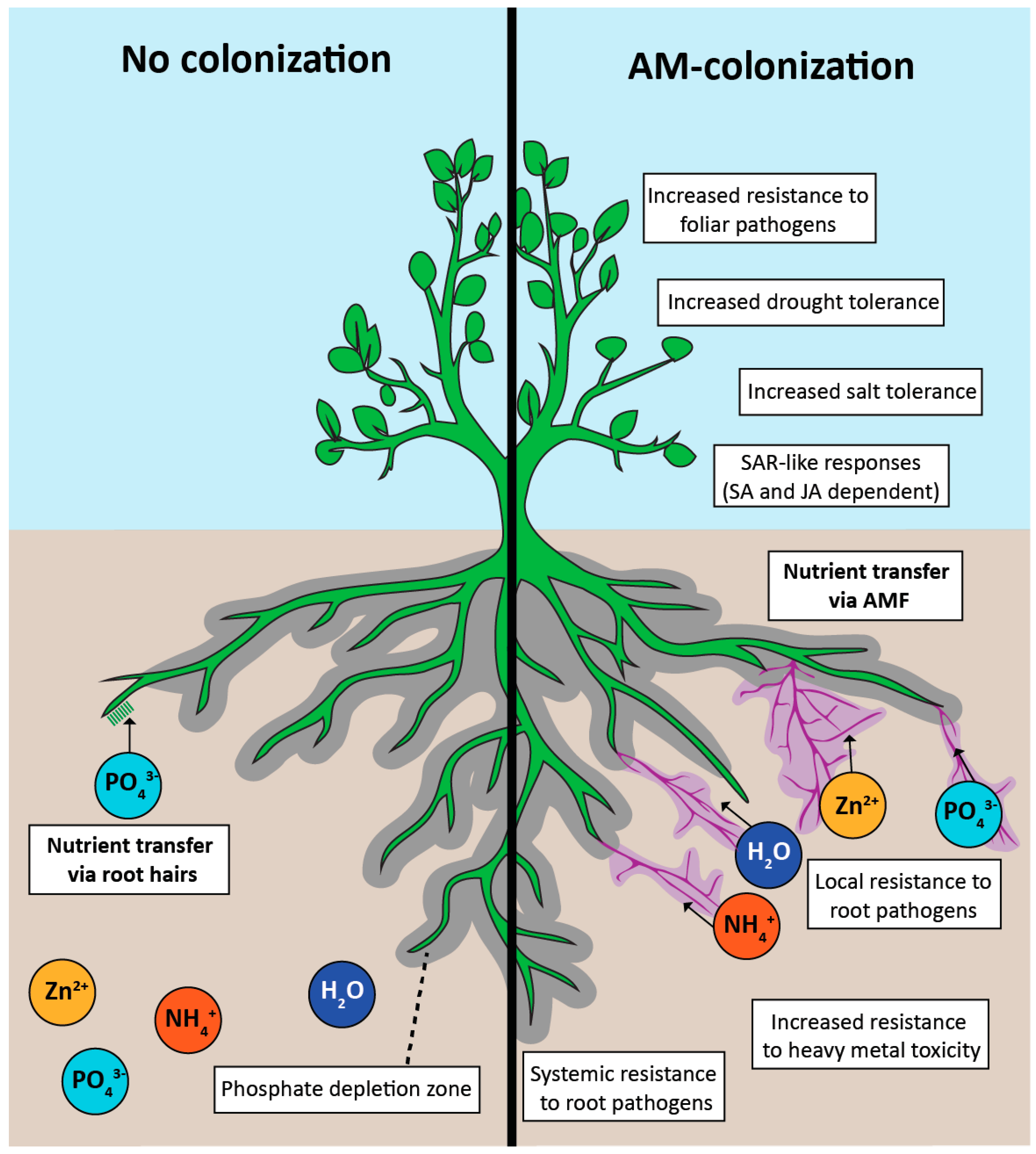
アーバスキュラー菌根による効果の模式図

マツ科針葉樹ではしばしばアレロパシー（他感作用）を持ちほかの植物の生育を阻害しているする報告がしばしばあるが、ヒノキでは特に知られていない。
光環境から見た場合、典型的な陰樹とされる。富士山周辺における観察事例では同じく陰樹とされるツガよりもさらに耐陰性が高く、ツガ林はヒノキ林を経て極相性の広葉樹へと遷移していくことが予想されている。
ヒノキの葉のC/N比（炭素と窒素の比率）は110程度と高いが、鱗状であるために分解されやすくヒノキ林の林床は落ち葉の堆積は少ないことが多い。この分解の速さが土壌や生態系に影響を与えていると見られる。また、このような葉の性質上、土壌が比較的侵食を受けやすい（影響については後述）。
スギ同様挿し木繁殖も比較的容易とされており、ヒノキの産地は苗木の生産方法として実生によるものと挿し木によるものに分けられる。
全体的にはあまり差がないとされるが遺伝子的には4つの集団に分かれるという。

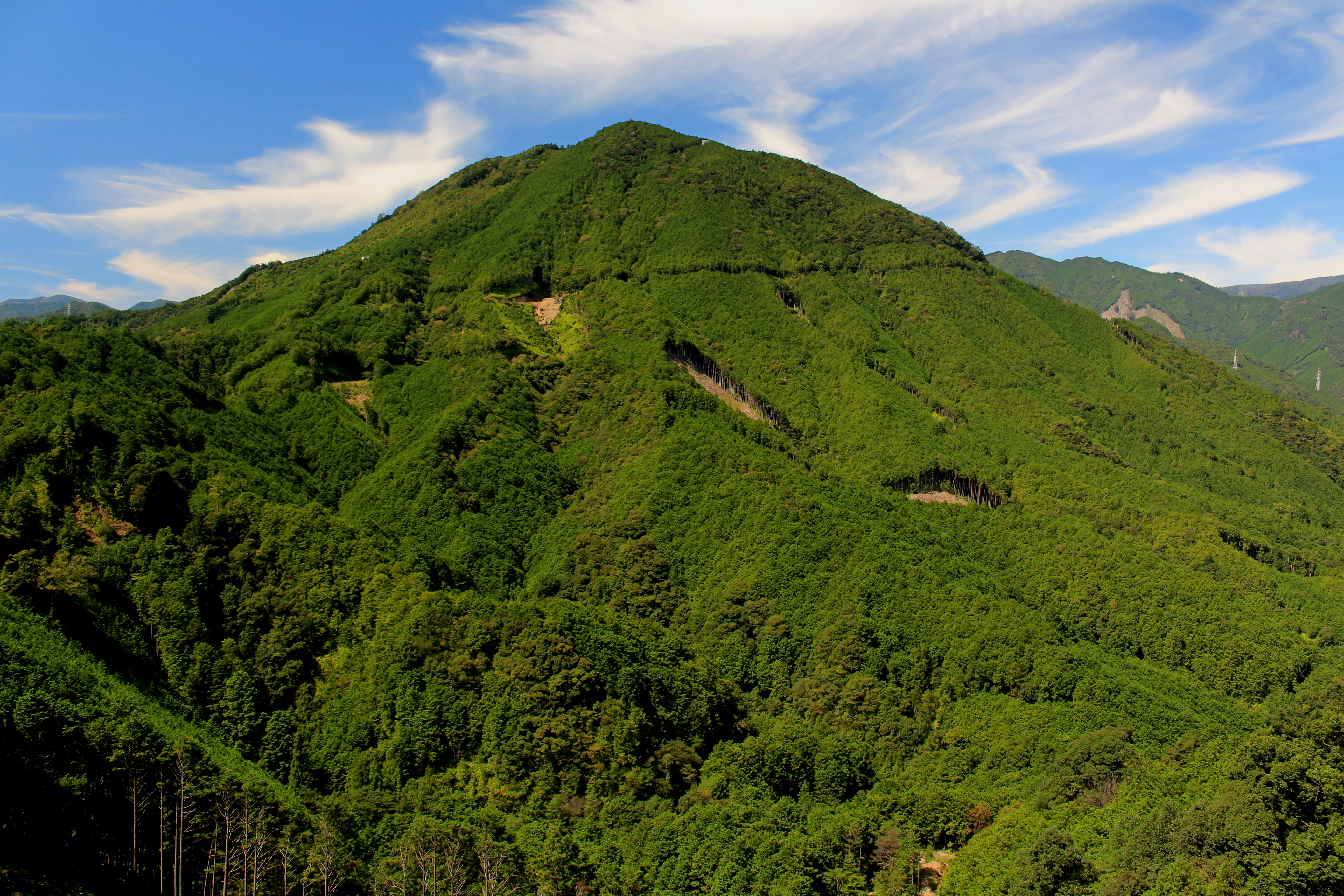
斜面一面に造林されたヒノキ（三重県）
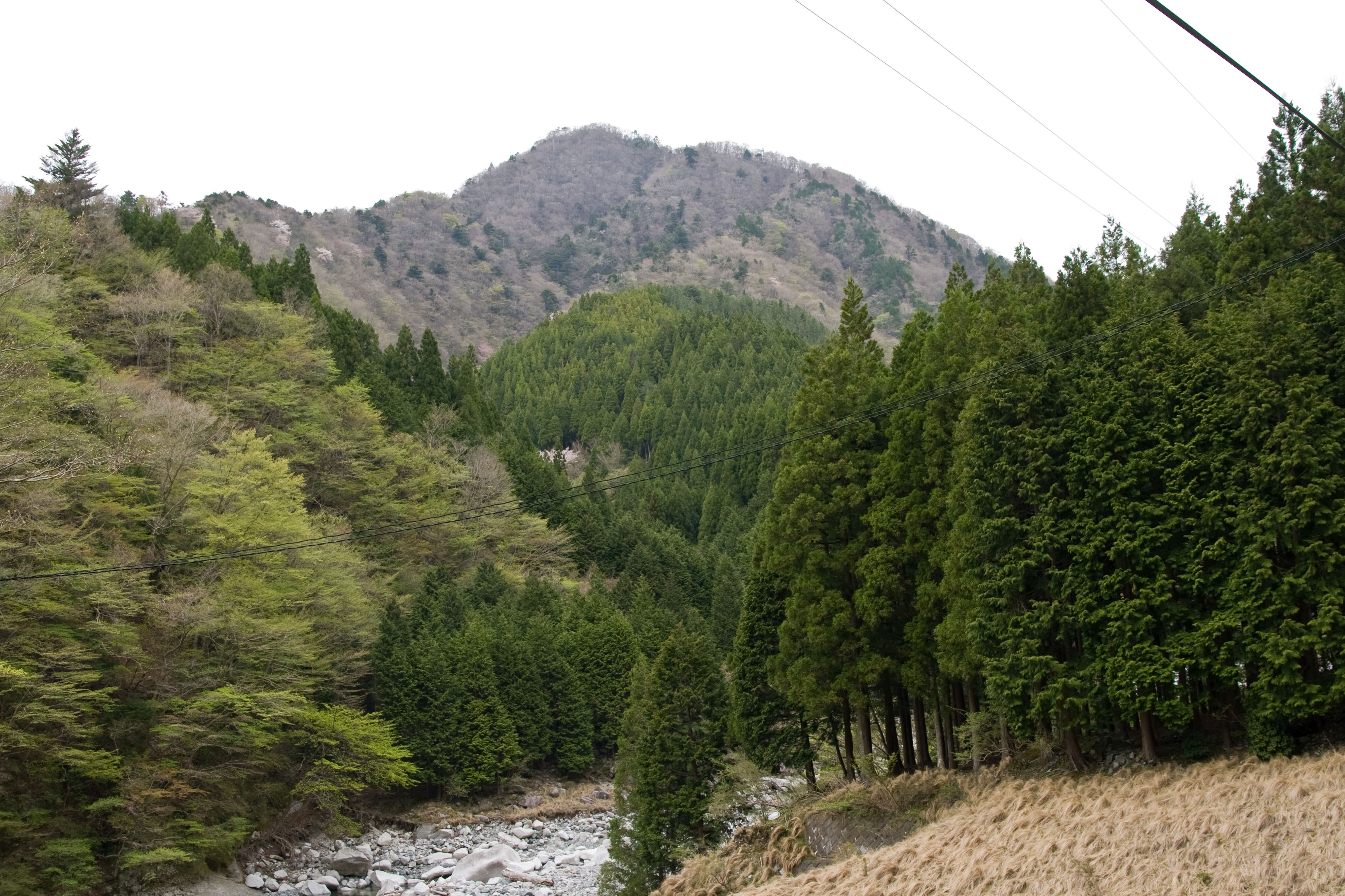
ヒノキ（画面右端）、スギ、モミと広葉樹が混在する林分（神奈川県）
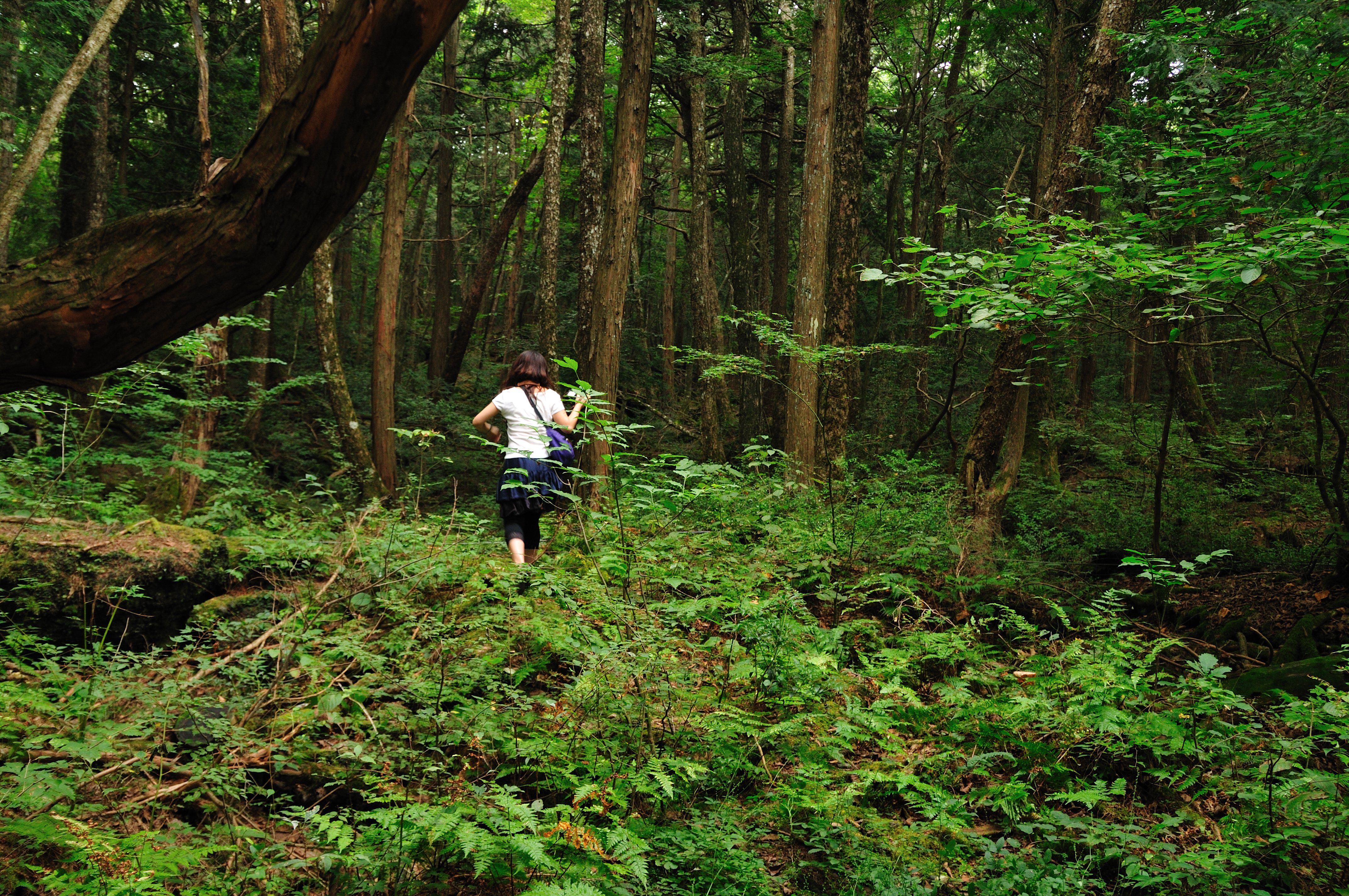
ヒノキとツガが優勢な青木ヶ原樹海（山梨県）

### 漏脂病
漏脂病はヒノキをはじめとするヒノキ科樹木における最重要の病害であり造林上の大きな課題となっている。罹病個体は患部から樹脂を垂れ流し続け、形成層が部分的に壊死することで樹幹が変形し木材としての価値を失う
。比較的根元に近い部分が被害を受けることが多いという。原因については長らく不明であったが、菌類の一種であるCistella japonicaが関与していることが報告されている

### トックリ病
トックリ病（徳利病）は地際の幹が徳利のように肥大する病気である。漏脂病ほど致命的ではないとされるが肥大部の材質は劣化しており歩留まりが低下するため利用上問題となる。ヒノキでは成長の良い沢筋や疎林で発生が多いとされているが、原因は特定されていない。

## 人間との関わり
ヒノキはスギ（Cryptomeria japonica、ヒノキ科スギ属）、アカマツ（Pinus densiflora マツ科マツ属）、カラマツ（Larix kaempferi　マツ科カラマツ属）と並んで主要な林業用の針葉樹である。造林の主な目的はその幹から製材される木材であり比較的軟らかく加工性に富むこと、幹が通直で歩留まりが良いこと、腐朽に対する耐性も高いことなど様々な利点を持つ。
ヒノキの主要産地は西日本に多く、岡山県、愛媛県、高知県、熊本県などが丸太生産量上位の常連である。寒冷地では漏脂病、豪雪地では折損のリスクが高いために植栽されることは少ない。経験的には人工林としての植栽の北限は宮城県北部から岩手県南部付近ではないかと考える人が多く、奥羽山脈沿いで仙台市付近、北上山地や三陸海岸沿いで気仙沼市や陸前高田市付近だとされる。東北地方各地での調査の結果、最低気温-8℃以下および最深積雪1.0m以上、斜面下部などは不適地であり、これらを避けてアカマツを上層、ヒノキを下層にした複層林施業を行えば北限地域でも植栽面積は増やせるのではという意見もある 。

### 木材
ヒノキは、日本では建材として最高品質のものとされる。木材の特長として、色が白く赤みを帯び、加工が容易な上に緻密で狂いがなく、耐水性や耐朽性に富んで光沢があり、日本人好みの強い芳香を長期にわたって発する。正しく使われたヒノキの建築には1,000年を超える寿命を保つものがあり、ヒノキ材の強度は伐採後徐々に増加し、300年後に最も高い強度を示し、1000年後に伐採時の強度に戻ると言われている。現在では一般家庭でも多く使われ、特に和式の様式を持った建築物に高級材として使用され、建築費が高くつくため「檜御殿」という言葉も生まれている。揮発性のヒノキオールを含んでよい香りがあり、木肌のぬくもりと芳香が好まれて、ヒノキ材を浴槽にした檜風呂や簀の子も作られる。ヒノキ材から香る化学物質はフィトンチッドとも称され、この成分の働きが木材を腐らせず、建築後の建物を長い間守っている。
木目が通り、芳香があって加工がしやすく、斧や楔で打ち割ることによって製材できるヒノキは、古くから建築材料として用いられてきた。『日本書紀』では、スサノオノミコトが檜は宮殿の材料にするのが良いと伝えたと記されている。特に寺院、神社の建築には必須で、古くから重宝された。そのありさまは、大阪府の池上・曽根遺跡で発掘された弥生時代の神殿跡に見ることができる。飛鳥時代のヒノキ造りの建築はすぐれたものが多く、飛鳥時代に建立された法隆寺は世界最古の木造建築物として今日までその姿を保っているほか、奈良時代以降に盛んに建てられた宮殿や神社仏閣、城には、ヒノキ材が主に使われた。また、ヒノキは良材として古代から海外に輸出されていたとされる。日宋貿易、日明貿易における日本側の輸出品のひとつは木材だが、「欏木」（らぼく）なる樹種が珍重されていた。1227年成立の『宝慶四明志』第六巻には日本からの輸入品として「松板、杉板、羅板」とあり、明代初期の記録には欏木の説明として「色は白く、筋は黄色く、模様は粗く、愛でるべきものである。これを倭欏という」とある。この欏木は、日本産のヒノキと考えられている。
奈良時代以降の仏像にも、多くはヒノキが使われた。江戸時代前期の修験僧である円空が彫った仏像（円空仏）は、ヒノキで彫ったものが多いといわれる。
伊勢神宮では20年に一度、社を新しく建て替える式年遷宮と呼ばれる行事が行われ、大量のヒノキ材が必要となる。古くは伊勢国のヒノキを使用していたが、次第に不足し、三河国や美濃国からも調達するようになった。18世紀には木曽山を御杣山と正式に定め、ここから本格的にヒノキを調達するようになった。明治時代になって、調達の困難さが明治天皇にまで伝わるところとなり、恒久的な調達を可能にするため神宮備林においてヒノキを育成することになった。さらに大正時代に入り、伊勢神宮周辺に広がる宮域林においてヒノキを育成することになり、植林を行った。これらの植林計画は、樹齢200年以上のヒノキを育成することを目標としており、長期的展望に立った計画である。木曽山の神宮備林は1947年（昭和22年）に廃止されて国有林に編入されたため、その後はこの国有林からヒノキを購入して式年遷宮を行っている。伊勢神宮の式年遷宮後、前回の式年遷宮で使用されたヒノキ材は日本全国の神社に配布され、新たな神社の社殿となる。
名古屋城の本丸御殿はヒノキ材で建てられていたが太平洋戦争の名古屋大空襲で焼失した。しかし平成後期の2009年より再建工事が執り行われ、木曽ヒノキによって復元された。

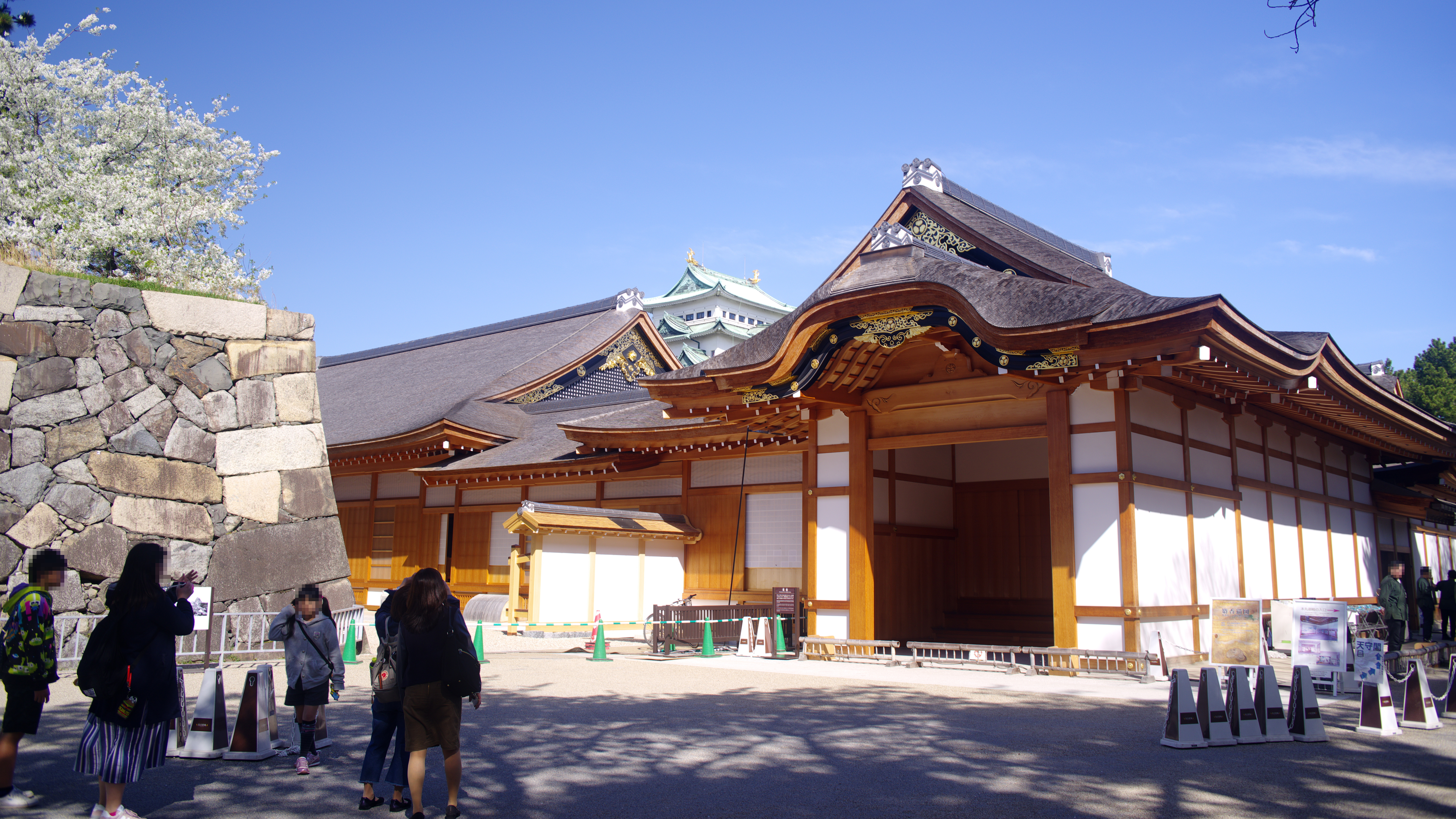
復元された名古屋城本丸御殿（2018年春）

ヒノキの材は建築の良材として知られるが、材を切り出した端材の皮の部分は檜皮葺（ひわだぶき）とよばれる屋根材になった。さらにその端の部分から箸（割り箸）を作った。材としての値段はヒノキのほうが高いが、箸としての値段はスギのほうが高く、スギの木目が真っ直ぐに通っていることが箸としての価値を高めているといわれる。

#### ヒノキ材の枯渇問題
上記のようにヒノキは有用な樹種であり、古代より多方面で建材に使用された。そのため日本の歴史の流れと共に大径材の枯渇が顕著となる。このヒノキ材枯渇のありさまが、東大寺の歴史からうかがえる。
創建当時の東大寺は、近江国の田上山はじめ近畿地方各地の山林で得られたヒノキ材で建造されていた。創建当時の東大寺大仏殿の部材について、平安時代後期に記された『七大寺巡礼私記』によれば大仏殿の柱は末口（柱の先端）径三尺（約90cm）、本口（柱の根元）径三尺八寸（約114cm）、長さ七丈（約21m）の柱が28本、長さ六丈六尺（約20m）の柱が28本、長さ三丈（約9m）の柱が28本あったと語る。大仏殿はじめ高さ100m近い東西の七重塔、講堂の造営には、膨大な量のヒノキ材が用いられた。
平安時代後期に至って東大寺は時の平氏政権と対立した末に、治承の平重衡の南都焼討を受け、大仏殿はじめ主要伽藍を焼失する。だが鎌倉時代の初期より大仏殿は奈良時代創建当時の規模を踏襲し、再建された。『玉葉』によれば、用材には身舎（もや）の柱で長さ六丈五尺（約19.5m）、太さ五尺二寸（約156cm）棟木は長さ十三丈（約39m）に及ぶ大材が使用されたという。しかし用材を求めようにも畿内各地の山林は長岡京や平安京の造営、さらに平安期に続いた貴族の大邸宅や大寺院の建立によって森林資源が枯渇していた。東大寺大勧進職として再建事業に着手した僧・重源らははじめ大和国吉野や伊勢神宮の杣よりの調達を検討したが思わしくなく、はるか周防国や長門国まで赴いてヒノキの大径材を求めた。佐波川に118か所もの堰を築いて水力で巨材を流して瀬戸内海に至り、淀川を経て泉木津で陸揚げして奈良まで運搬することで用材を確保し、1195年に東大寺大仏殿落慶法要が執り行われる。以降、50年近い歳月をかけて東大寺の七堂伽藍は再建された。
鎌倉期復興の東大寺は、戦国時代末期に松永久秀の東大寺大仏殿の戦いに巻き込まれ、またも炎上する。以降、大仏は仮補修が行われたものの、戦国の混乱、あるいは森林資源の枯渇ゆえ大仏殿がない露座のままで100年ほど放置されていた。江戸時代の中期、僧・公慶は時の江戸幕府将軍・徳川綱吉の協力を得て大仏殿再建に着手したが、その時期には諸大名による大城郭や城下町の建設、あるいは豊臣秀吉と豊臣秀頼による方広寺の建立と再建も相まって、日本本土の大径木は払底していた。幕府の援助を得た東大寺再建事業でも良材の入手問題は克服できず、結局、大仏殿の間口を3分の2に縮小し、五尺二寸（約152cm）の太さが必要とされる柱は無垢材を諦め、小材を金輪で締め上げた一種の集成材を使用している。しかし、虹梁と呼ばれる2本の梁はどうしても長さ23m以上の無垢材を使用する必要があり、日本中を廻った末にようやく日向国でアカマツの巨木を発見、のべ10万人以上の人員を用い、日向灘から瀬戸内海を経て、淀川から木津川の水運を使用して奈良まで運びこんだ。大仏殿落慶法要を迎えた1709年には、公慶は既に世を去っていた。
昭和中期、全国の営林局長が会合を開いた折、「東大寺南大門の材を現在、国産で確保できるか」との議題が上ったが「望みなし」との結論に達した。南大門を支える柱は18本、いずれも直径1ｍ、長さ21ｍの長大な材だが、同様のヒノキ材をすべて国産材で賄うのは現在では不可能である。
明治後期、日清戦争勝利の結果として台湾を領地に組み込んだ日本は当地の山岳地帯、とりわけ阿里山周辺に繁茂する タイワンヒノキや同属異種のタイワンベニヒノキ Chamaecyparis formosensis の森林資源に着目し、日本本土では入手不可能な大径木を求めて森林鉄道を敷設した。台湾ヒノキは日本本土にも移出され、一部は神社建築にも使用された。タイワンヒノキの使用は明治神宮の鳥居や靖国神社の神門、薬師寺 西塔、あるいは沖縄戦で失われた後に再建された首里城など大径材を用いた主要構造部位に多く見られる。1992年以降、タイワンヒノキが禁伐されたことから輸入が困難となり、これら文化的遺産の補修が懸念されている。

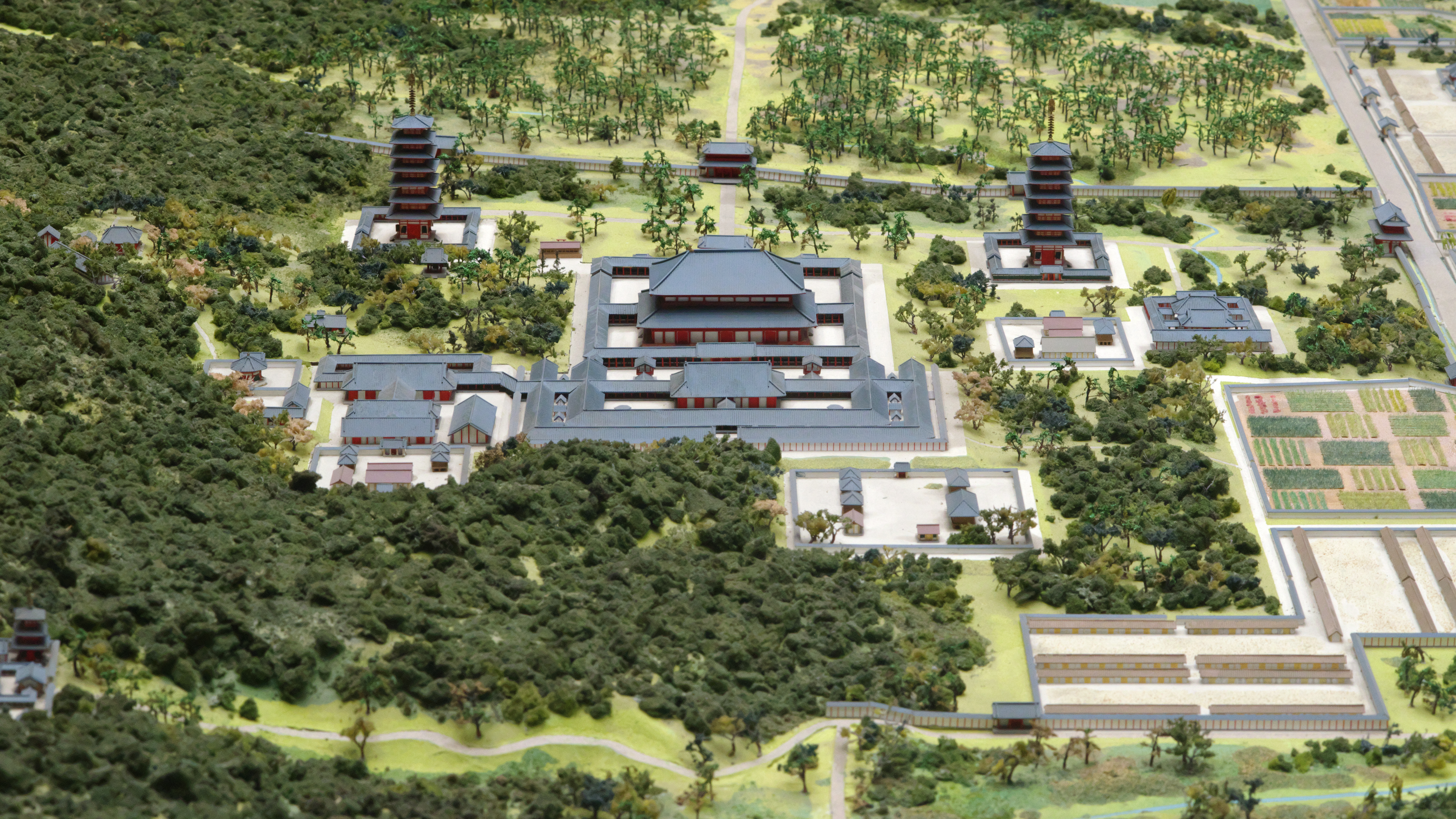
創建時の東大寺の模型。大仏殿に加え、高さ100mに及ぶ東西の塔が存在した。
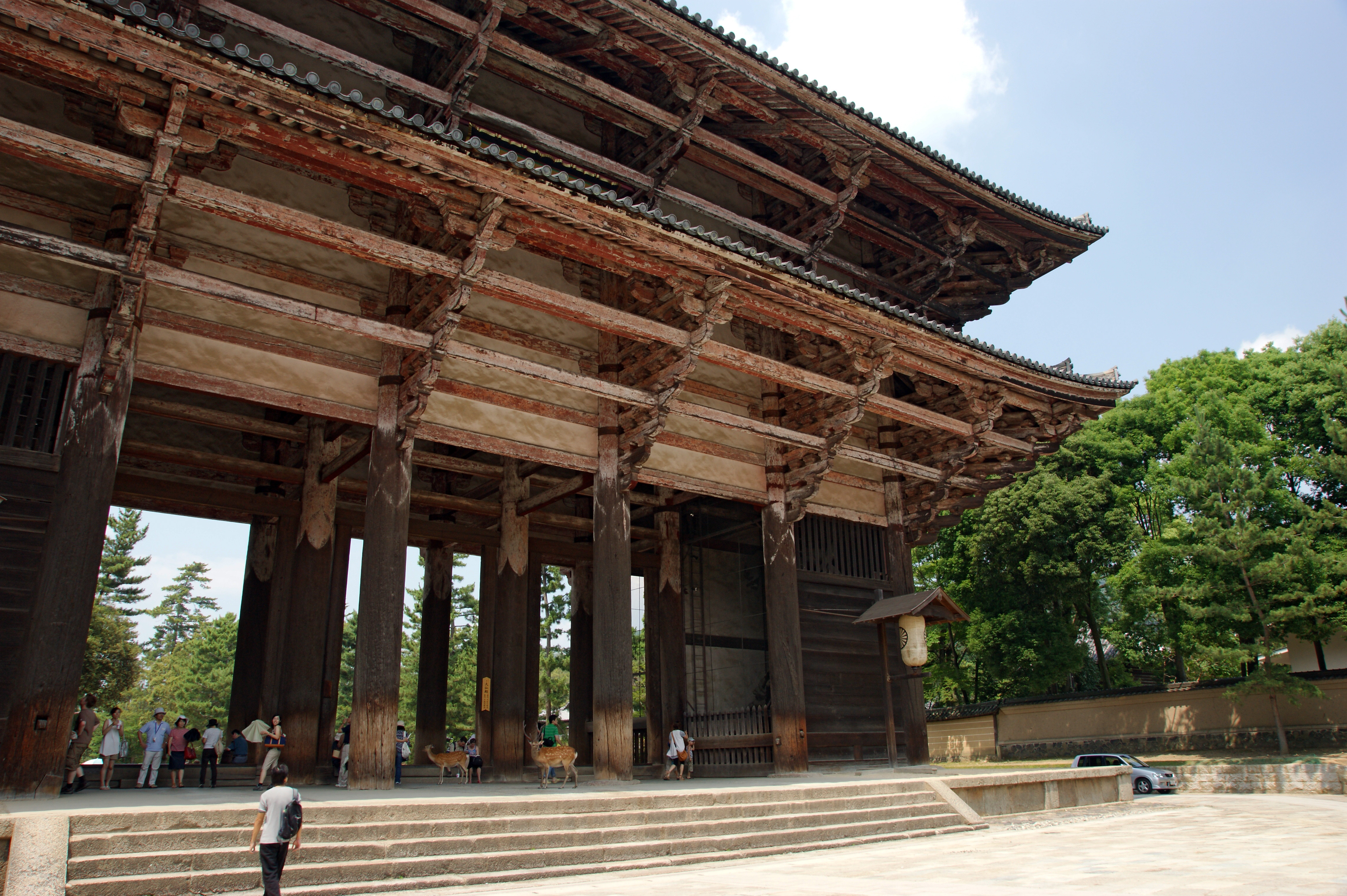
鎌倉時代、周防国や長門国産のヒノキ材で建造された東大寺南大門。この規模の木造建築の用材を国産ヒノキで確保するのは、現在では不可能である。
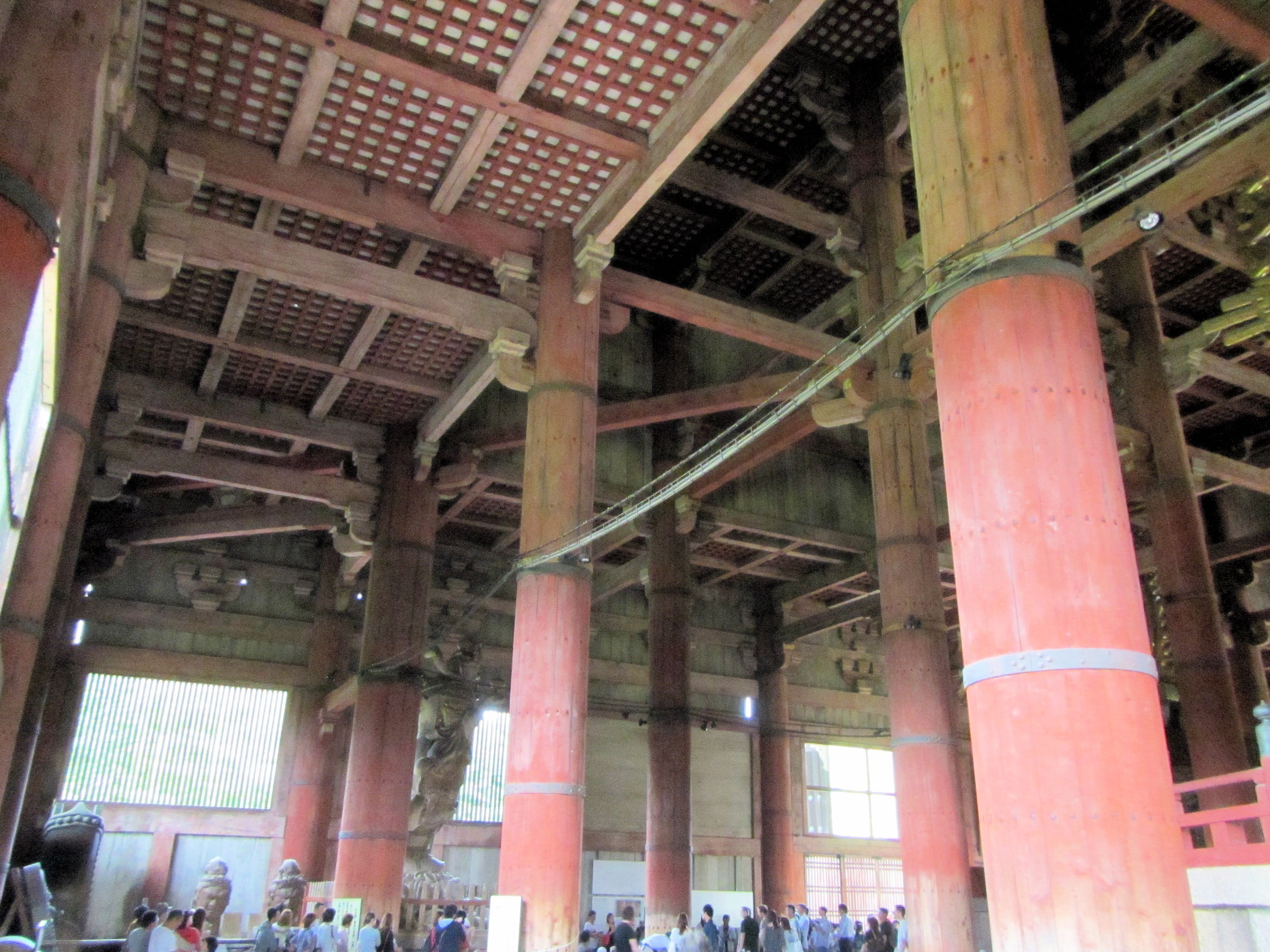
江戸時代の元禄年間に再建された東大寺大仏殿。森林資源の枯渇から、柱には小材を金輪で締め上げた集成材を使用している。

### 樹皮
ヒノキの樹皮は、日本建築の屋根を葺く伝統技法のひとつである檜皮葺の材料としても使われる。檜皮葺は、こけら葺（スギやヒノキの薄板で屋根を葺く技法）や茅葺き（ヨシやススキの茎で屋根を葺く技法）と並ぶ、植物材料を使った伝統的な屋根葺きの代表である。古くは飛鳥時代の668年に建立された崇福寺（廃寺）が、記録として残る最も古い檜皮葺とされる。奈良時代の平城京、平安時代の平安京でも、宮中の建物や寺社、貴族の私邸など、格式の高い建物屋根に用いられてきた。檜皮の屋根は耐久性に優れ、葺き替えは30 - 40年ごとに行われる。檜皮葺の有名な建築物としては、伊勢神宮、出雲大社本殿、厳島神社、清水寺、善光寺本堂などがあり、約700棟が重要文化財に指定されている。

### 精油
特有の香気のあるヒノキチオールが採取できる。ただしヒノキから取れる量は微量とされ、商業的には台湾原産のヒノキ科樹木であるタイワンヒノキ、もしくは国産の場合はヒノキアスナロから採取される。

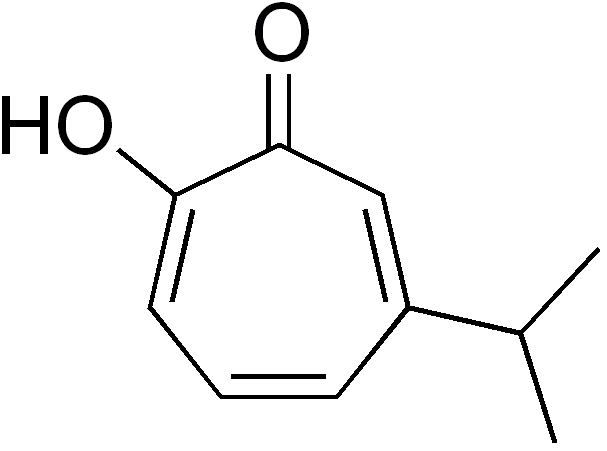
ヒノキチオールの構造式

### 花粉症
広い範囲で植栽され、花粉が風媒されるという点は同科のスギと同じであり、ヒノキもまた花粉症の原因となることがある。無花粉ヒノキの探索と固定はヒノキの育種の課題の一つとなっている。

### 土砂災害とヒノキ林
前述のように葉が速やかに分解されるという性質を持つために、適切な時期に間伐をしなかった等で下層植生が乏しいヒノキ林ではほかの森林よりも雨滴などによる土壌侵食を受けやすいとされる。また、スギや広葉樹と比べてヒノキは引き抜き抵抗力が低いことが指摘されている（ただし、スギは若齢時はヒノキよりも低いという）。

### 保全状況
ヒノキは日本においては絶滅の危機に瀕してはいないという扱いであるが、過去の大量伐採による推定の減少率の評価をめぐっては異論も存在する。

## ヒノキをシンボルとする自治体
県の木
- 長崎県

市町村の木
- 福島県：檜枝岐村
- 栃木県：塩谷町
- 千葉県：長南町
- 東京都：檜原村
- 山梨県：南部町
- 長野県：南木曽町、上松町（木曽ヒノキ）、王滝村、大桑村
- 岐阜県：白川町
- 三重県：尾鷲市、度会町
- 滋賀県：日野町
- 京都府：福知山市、井手町
- 岡山県：新見市
- 山口県：萩市
- 愛媛県：鬼北町、松野町
- 高知県：安芸市、津野町、本山町、三原村
- 熊本県：湯前町
- 鹿児島県：伊佐市

## 園芸品種
ヒノキの園芸品種にカマクラヒバ（Chamaecyparis obtusa(Siebold et Zucc.) Endl. 'Breviramea'）がある。カマクラヒバは、樹高が3 - 7メートルで、庭木や生垣にして植えられている。